# Bisdom Rulenge-Ngara
Het bisdom Rulenge-Ngara (Latijn: Dioecesis Lulegensis) is een rooms-katholiek bisdom met als zetel Ngara in Tanzania. Het is een suffragaan bisdom van het aartsbisdom Mwanza. 
Het bisdom werd in 1960 opgericht met als zetel Rulenge. De eerste bisschop was de Canadese witte pater Alfred Lanctôt. In 2008, nadat het bisdom Kayanga was afgesplitst, werd het hernoemd naar Rulenge-Ngara en de bisschop zetelt ook in Ngara.
In 2017 telde het bisdom 20 parochies. Het bisdom heeft een oppervlakte van 13.004 km². Het telde in 2017 1.052.000 inwoners waarvan 32,6% rooms-katholiek was. 

## Bisschoppen
- Alfred Lanctôt, M. Afr. (1960-1969)
- Christopher Mwoleka (1969-1996)
- Severine Niwemugizi (1996-)